# Beynes (Yvelines)
Beynes è un comune francese di 7 738 abitanti situato nel dipartimento degli Yvelines nella regione dell'Île-de-France.
Il territorio comunale è bagnato dalla Mauldre e dal Ru de Gally; quest'ultimo sfocia nel precedente proprio a Beynes.

## Società

### Evoluzione demografica
Abitanti censiti